# Arco de la Federación (Santa Ana de Coro)
El Arco de la Federación es un monumento emblemático de la ciudad de Santa Ana de Coro, Municipio Miranda del Estado Falcón. 

## Historia
Fue construido en Conmemoración de Centenario del Natalicio del General Juan Crisostomo Falcón e inaugurado el 27 de enero de 1920.
El Monumento original había sido demolido durante el comienzo de período presidencial de Marcos Pérez Jiménez en 1953.
La reconstrucción de este Arco obedece a esfuerzos decisivos iniciados por el arquitecto Giuseppe Paolini, quien en 1980, con el apoyo de Monseñor Iturriza y del Gobernador de aquel entonces comienza la reconstrucción igual al del original.
En el año 1990 la esposa del Arquitecto Giuseppe Paolini, Esperanza Contreras de Paolini sigue el proyecto, reactiva el comité y recibe la ayuda de la Universidad Nacional Experimental Francisco de Miranda y el Instituto Universitario Tecnológico Alonso Gamero [cita requerida]
El arco se inauguró el 26 de julio de 1997 para conmemorar los 470 años de la ciudad de Coro.

## Galería

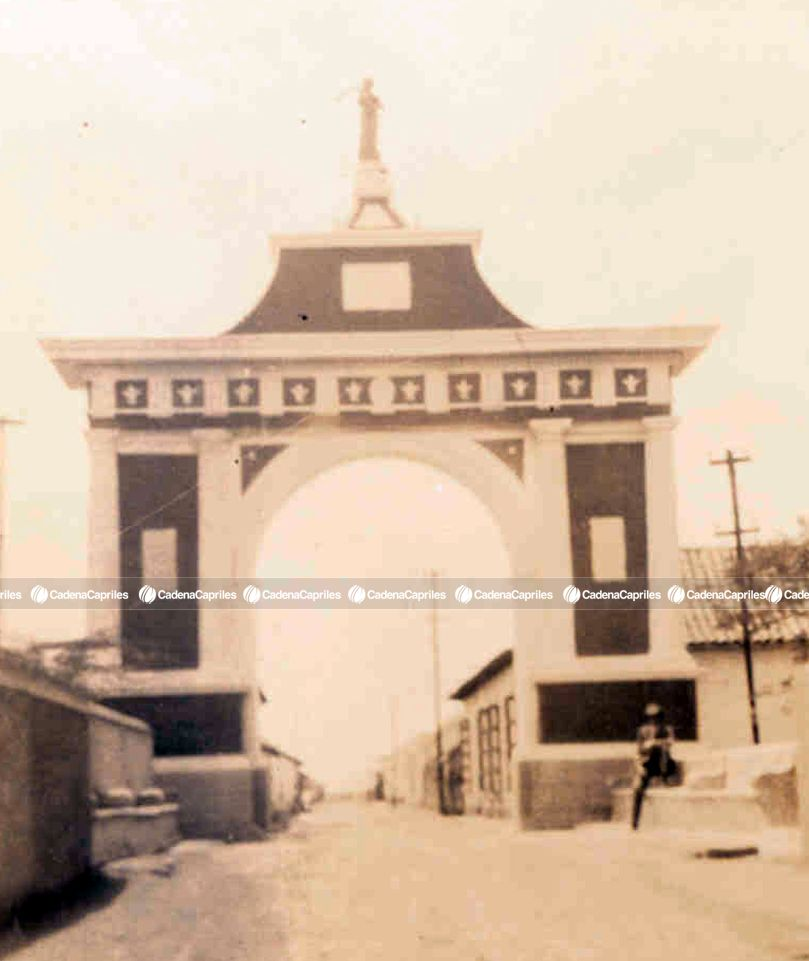
Arco de la Federación original antes de ser demolido
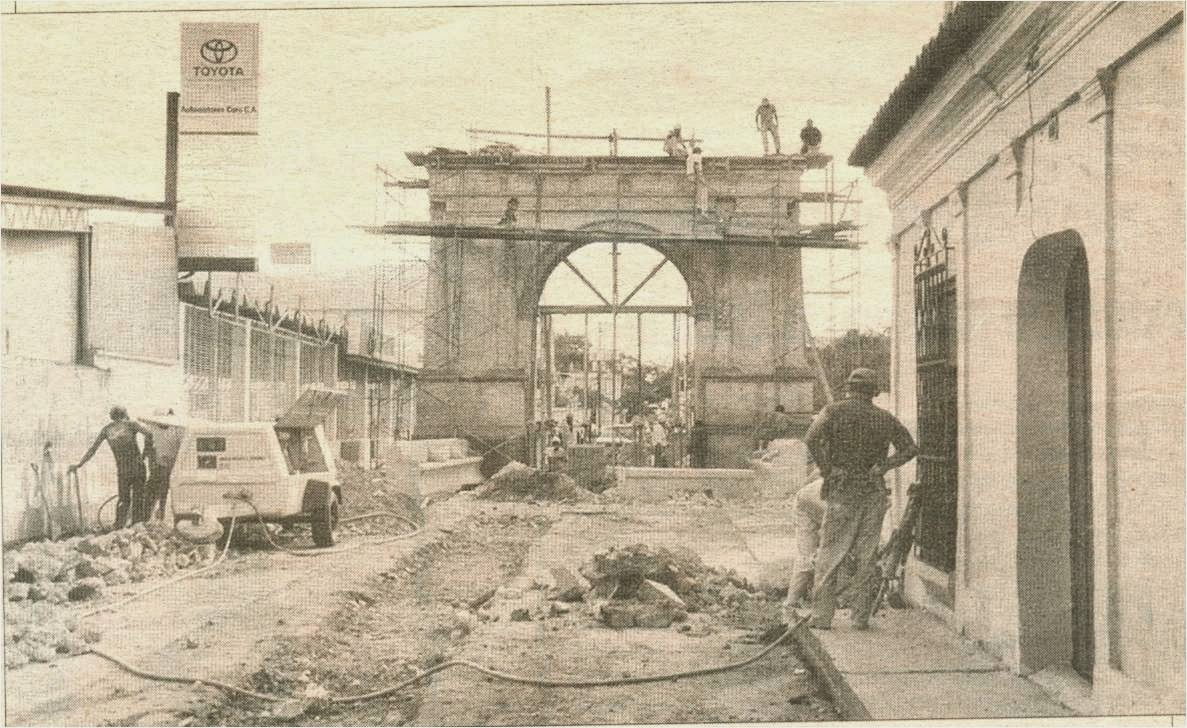
El Arco durante su reconstrucción
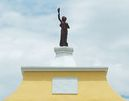
Detalle de la lo más alto del Arco de la Federación